# بيسيدج
بيسيدج (بالإنجليزية: Besiege)‏ هي لعبة استراتيجية صندوق رمل، صدرت في فبراير 2020 على أجهزة مايكروسوفت ويندوز،لينكس، ماك أو إس وفي فبراير 2022 على أجهزة إكس بوكس ون وإكس بوكس سيريس إكس وسيريس إس.